# Gerygone chloronota
A Gerygone chloronota a madarak osztályának verébalakúak (Passeriformes) rendjébe és az ausztrálposzáta-félék (Acanthizidae) családjába tartozó faj.

## Rendszerezése
A fajt John Gould angol ornitológus írta le 1843-ban, még mint Gerygone chloronotus.

## Alfajai
- Gerygone chloronota aruensis Büttikofer, 1893
- Gerygone chloronota chloronota Gould, 1843
- Gerygone chloronota cinereiceps (Sharpe, 1886)
- Gerygone chloronota darwini Mathews, 1912[2]

## Előfordulása
Ausztrália északi részén, Indonézia és Pápua Új-Guinea területén részén honos. A természetes szubtrópusi és trópusi síkvidéki és hegyi esőerdők, mangroveerdők, valamint szavannák és cserjések.

## Megjelenése
Testhossza 9,5–11 centiméter, testtömege 6,5-8,3 gramm.

## Életmódja
Ízeltlábúakkal táplálkozik.